# Christian Flindt-Bjerg
Christian Flindt-Bjerg (født 19. februar 1974) er en tidligere fodboldspiller fra Danmark, og nuværende træner for Vejgaard BK.
Han er født i Innsbruck i Østrig, da hans far Ove Flindt-Bjerg spillede som professionel i Wacker Innsbruck.
I foråret 2006 vendte han hjem til dansk fodbold, efter 12 år på udenlandsk græs.
Som træner har han trænet Thisted FC, AGF's U19-hold og Vejgaard B.